# Калина красная (радиостанция)
Кали́на кра́сная — российская музыкальная радиостанция в формате авторской песни, принадлежащая Европейской медиагруппе. Начала своё вещание в 2018 году.

## История
В ноябре 2018 г. гендиректор «Европейской медиагруппы» Роман Емельянов сообщил о планах запуска на частотах регионального «Радио для друзей» радиостанции «Калина красная» с форматом советской и российской авторской песни, а также музыки из советского кино. Целевая аудитория станции — мужчины старше 35 лет. Главным редактором радиостанции назначен Михаил Кортиков, который также руководил радиостанцией в стиле рэп и хип-хоп Studio 21.
Новый формат был запущен в рамках эксперимента, радиостанция дебютировала в эфире Тольятти (на частоте Studio 21), Ставрополя и Рязани (принадлежащие ЕМГ частоты, где вещало Радио для друзей). Лицензией на радиостанцию «Калина красная» владела компания ООО «Про талант» Емельянова, с 2015 г. принадлежавшая его жене Юлии. К моменту запуска бренд переоформляли на ЕМГ.
ЕМГ сменил формат не оправдавшего рейтинговых ожиданий «Радио для друзей» полностью — в активах холдинга уже не останется радиостанций с таким названием, на сайте холдинга название также исчезло. ЕМГ запустила позиционировавшееся как радио о широте русской души и «родной музыке» «Радио для друзей» в формате русский шансон, рок и поп музыка в 2014 г. на части частот «Кекс FM» (Белгороде, Мурманске, Рязани, Ставрополе и Тольятти), её частоты планировалось отдать Studio 21, чьё вещание в Москве однако дало меньше аудитории, чем у предшественника в лице Спорт FM. С 3 ноября 2016 г. радиохолдинг отдавал частоты под другие форматы, в том числе под вошедшее в состав ЕМГ «Новое радио» (в Мурманске, Белгороде, а также в Талдоме и Каширском районе Подмосковья, в распоряжении «Радио для друзей» остались Рязань, Ставрополь и Тольятти).
В 2020 г. ЕМГ заменило «Калиной красной» Studio 21 в Мурманске, Петрозаводске, Орле, Вологде, Белгороде, Владимире, Липецке, Ижевске и Нижнем Тагиле. В Тольятти развитием станции занимается локальный филиал холдинга, в остальных городах она вещает по франшизе: частота и права на управление принадлежат региональным партнерам, которые платят владельцу франшизы фиксированный взнос.
В июне 2023 г. стало известно о планах расширить сеть вещания: до конца 2024 г. холдинг рассчитывал запустить до пяти станций в крупных городах, включая миллионники. В рамках стратегии «Калина красная» в начале июня запустилась в Москве на купленной частоте 89,5 FM, на которой ранее вещала станция электронной музыки Megapolis FM. К этому моменту станцией руководил Александр Карпенко, который до этого занимал пост главного редактора радиостанции Новое Радио.

## Рейтинги
В Тольятти станцию «Калина красная» в 2022 г. ежедневно слушали 12 400 горожан старше 12 лет при ежедневном охвате в 320,4 тыс. По другим городам присутствия станции в Mediascope данных нет.
В ноябре 2024 — декабре 2025 гг. в Москве радиостанция имела аудиторию в 160.2 тыс. человек, занимая 43-е из 47 мест.	.

## Программы
- «Дорогая передача»,
- «Кинопанорама»,
- «Музыка любимого кино»,
- «О жизни и творчестве» (выходит в дни рождения музыкантов)
- «Теория струн»,
- «Как Здорово», программа-интервью.
- «За рулём» (совместный проект с одноимённым журналом)[9]

## Сеть вещания
На 2025 год, радиостанция «Калина красная» вещает в 16 городах:
| Город        | Частота   |
| Алчевск      | 97,5 МГц  |
| Брянск       | 99,1 МГц  |
| Владимир     | 106,9 МГц |
| Вологда      | 103,7 МГц |
| Горловка     | 92,7 МГц  |
| Донецк       | 92,7 МГц  |
| Енакиево     | 92,7 МГц  |
| Ижевск       | 95,4 МГц  |
| Липецк       | 105,1 МГц |
| Луганск      | 97,5 МГц  |
| Макеевка     | 92,7 МГц  |
| Москва       | 89,5 МГц  |
| Мурманск     | 88,7 МГц  |
| Нижний Тагил | 103,6 МГц |
| Орёл         | 98,5 МГц  |
| Тольятти     | 107,4 МГц |